# IJsbaan de Vooruitgang Ammerstol
De IJsbaan Ammerstol is een ijsbaan in Ammerstol in de Nederlandse provincie Zuid-Holland. De natuurijsbaan is geopend in 1978.

## Wedstrijden
- 2009 - Lekstreek sprintkampioenschappen
- 2009 - Lekstreek sprintkampioenschappen junioren
- 2009 - Recordwedstrijden
- 2012 - NK allround natuurijs

## Baanrecords
| Afstand        | Schaatser         | Land | Tijd     | Datum         |
| -------------- | ----------------- | ---- | -------- | ------------- |
| 100 m          | Hein Otterspeer   | NED  | 10,06    | 13-01-2010    |
| 500 m          | Hein Otterspeer   | NED  | 39,77    | 08-01-2009    |
| 1000 m         | Hein Otterspeer   | NED  | 1.21,44  | 08-01-2009    |
| 1500 m         | Bart van den Berg | NED  | 2.06,17  | 08-01-2009    |
| 3000 m         | Raymond Brugmans  | NED  | 4.42,7   | 20-01-1985    |
| 5000 m         | Mark Ooijevaar    | NED  | 7.23,56  | 08-02-2012    |
| 10.000 m       | Mark Ooijevaar    | NED  | 16.00,72 | 09-02-2012    |
| Grote vierkamp | Pim Cazemier      | NED  | 177,697  | 08/09-02-2012 |

| Afstand        | Schaatsster            | Land | Tijd     | Datum         |
| -------------- | ---------------------- | ---- | -------- | ------------- |
| 100 m          | Anne Heijkoop          | NED  | 11,60    | 06-01-2009    |
| 500 m          | Annouk van der Weijden | NED  | 44,43    | 08-01-2009    |
| 1000 m         | Annouk van der Weijden | NED  | 1.29,75  | 08-01-2009    |
| 1500 m         | Natasja Roest          | NED  | 2.24,66  | 09-02-2012    |
| 3000 m         | Anja Bollaart          | NED  | 5.16,87  | 18-02-1987    |
| 5000 m         | Natasja Roest          | NED  | 8.59,90  | 08-02-2012    |
| 10.000 m       | Natasja Roest          | NED  | 19.47,66 | 09-02-2012    |
| Grote vierkamp | Natasja Roest          | NED  | 208,143  | 08/09-02-2012 |